# Banconota da 50 euro
La banconota da 50 euro (50 €) è una dei sette tagli di banconota in euro e la quarta in ordine crescente di valore. È utilizzata a partire dall'introduzione dell'euro nel 2002 e ad oggi è in circolazione in ventisei Paesi: ventiquattro appartenenti all'eurozona (venti membri e quattro microstati convenzionati all'uso dell'euro) che utilizzano l'euro come moneta unica e due che utilizzano l'euro in maniera unilaterale (Montenegro e Kosovo). Questa banconota è utilizzata dunque da oltre 346 milioni di cittadini.
Anche in termini dimensionali la banconota da 50 euro è la quarta in ordine crescente tra le banconote in euro. Sul dritto è rappresentato un portale mentre sul verso un ponte, entrambi relativi all'architettura rinascimentale.
La banconota possiede molte caratteristiche di sicurezza (come, ad esempio,  l'uso della filigrana, degli elementi stampati in rilievo, degli ologrammi e delle micro-stampe) che permettono di riconoscere con facilità l'autenticità della banconota.

## Storia
L'euro è stato introdotto il 1º gennaio 1999 ed è divenuto la valuta di oltre 300 milioni di persone in Europa. Durante i suoi primi tre anni di esistenza l'euro è stata una moneta virtuale, cioè utilizzata solo ai fini contabili. Le banconote, così come le monete in euro, sono entrate in circolazione soltanto il 1º gennaio 2002, sostituendo così le banconote e le monete denominate nelle valute nazionali con tassi di cambio fisso.

### Periodo di transizione
Il periodo di transizione durante il quale le banconote e le monete delle valute nazionali potevano essere scambiate con l'euro è durato due mesi, dal 1º gennaio al 28 febbraio 2002. La decisione sulla data ufficiale di cessazione della valuta nazionale è stata comunque lasciata ad ogni stato membro. Il primo paese membro che ha abbandonato la moneta nazionale è stato la Germania che ha deciso di lasciare il marco tedesco il 31 dicembre 2001, anche se il periodo di cambio valuta è durato per due mesi come previsto in tutta l'eurozona. Anche quando le monete nazionali cessarono di avere corso legale, è stato possibile il cambio con l'euro nelle banche centrali di ogni paese membro per un periodo minimo di 10 anni, anche se in alcuni paesi membri non sono stati posti limiti temporali, come in Austria, Estonia, Germania, Irlanda e Spagna.

## Le serie di banconote da 50 euro

### Prima serie (2002-2017)
Dal 1º gennaio 2002, data della sua introduzione, la banconota da 50 euro ha mantenuto sempre lo stesso design e le stesse misure di sicurezza. Il progetto è stato sviluppato dal designer austriaco Robert Kalina nel 1996. Negli anni sulla banconota è variata solamente la firma del Presidente della BCE in base alla persona che ha ricoperto la carica al momento della stampa. Le prime banconote emesse portano la firma del primo presidente della Banca centrale europea, Wim Duisenberg, sostituito il 1º novembre 2003 da Jean-Claude Trichet e, a sua volta sostituito da Mario Draghi, il 1º novembre 2011. Ci sono quindi tre differenti tipi di banconote da 50 euro con tre firme differenti. Tuttavia, tutte le banconote riportano come data il 2002, anno in cui la prima serie è stata introdotta.

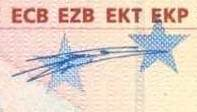
Wim Duisenberg
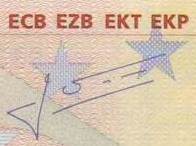
Jean-Claude Trichet
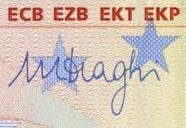
Mario Draghi

### Seconda serie (Serie Europa - dal 2017)
La seconda serie della banconota da 50 euro è stata presentata a Francoforte il 5 luglio del 2016 e introdotta nell'eurozona dal 4 aprile 2017 come programmato; ha caratteristiche di sicurezza avanzate e più complesse che rendono più difficile la contraffazione. La nuova serie mostra gli stessi disegni della prima serie (ispirati al tema “Epoche e stili”) e lo stesso colore dominante (arancione). Anche se simile alla prima versione, le nuove banconote hanno numeri più grandi, un'attualizzazione della mappa con l'inserimento dei nuovi Stati che hanno adottato la moneta unica dopo il 2002, tra cui Cipro e Malta e l'immagine della principessa Europa (appartenente alla mitologia greca) che ha dato il suo nome al continente europeo. Anche su questa banconota in euro compaiono i caratteri dell'alfabeto cirillico in seguito all'adesione della Bulgaria all'Unione europea nel 2007. Così questa nuova serie mostra la parola "EBPO" trascrizione in bulgaro della parola EURO e l'abbreviazione ЕЦБ (per Европейска централна банка, "Banca centrale europea").
Le banconote della prima serie circoleranno insieme alle nuove banconote ma saranno progressivamente ritirate dalla circolazione.

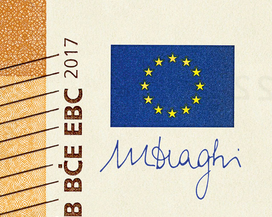
Mario Draghi
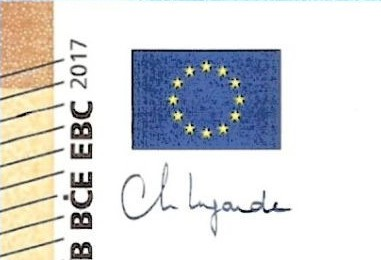
Christine Lagarde

## Design

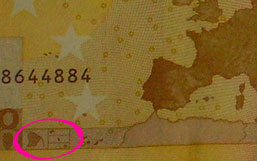
Rappresentazione di territori d'oltremare

La banconota da 50 euro è la banconota in euro con il quarto valore in ordine crescente, ha dimensioni di 140 × 77 millimetri ed è di colore arancione. Tutte le banconote in euro raffigurano ponti e archi in diversi stili storici europei: quelli raffigurati su questa banconota rappresentano strutture dell'architettura rinascimentale (tra il XV e il XVI secolo). I disegni iniziali di Robert Kalina rappresentavano veri e propri monumenti esistenti, ma per ragioni politiche il ponte e l'arco rappresentati sono solo esempi ipotetici, in questo caso dello stile rinascimentale.
Sulla banconota da 50 euro è possibile riconoscere il valore con la scritta della moneta in caratteri latini (EURO) e greci (EYPΩ) nella prima serie e anche in caratteri cirillici (EBPO) nella serie “Europa” (EURO / ΕΥΡΩ / ЕВРО), la bandiera dell'Unione europea, la firma del Presidente della BCE, l'acronimo della Banca centrale europea in cinque varianti linguistiche (BCE, ECB, EZB, EKT, EKP) nella prima serie e in dieci varianti linguistiche nella seconda (BCE, ECB, EЦБ, EZB, EKP, EKT, ESB, EKB, BCE ed EBC), la mappa dell'Europa con una rappresentazione di territori d'oltremare dell'Unione europea e le 12 stelle della bandiera europea oltre a varie caratteristiche di sicurezza.

### Caratteristiche di sicurezza

#### Prima serie (2002-2017)
Le caratteristiche di sicurezza sulla banconota della prima serie da 50 euro sono:
- Carta: le banconote sono fabbricate con fibre di puro cotone, che donano alla carta una particolare sonorità e consistenza.
- Elementi stampati in rilievo: ottenuti con una particolare tecnica di stampa, conferisce ad alcune parti un effetto di rilievo o di maggiore spessore.
- Filigrana: ponendo la banconota in controluce appare la porta del disegno principale e il valore della banconota.
- Filo di sicurezza: è incorporato nella carta delle banconote ed è possibile vederlo ponendo la banconota in controluce apparendo come una linea scura. Sul filo è possibile leggere la parola “EURO” e la cifra del valore in caratteri di piccole dimensioni.
- Numero in trasparenza: Alcuni segni stampati su entrambi i lati delle banconote si combinano perfettamente, formando la cifra del valore nominale. Tenendo un biglietto in controluce è possibile vedere la cifra completa.

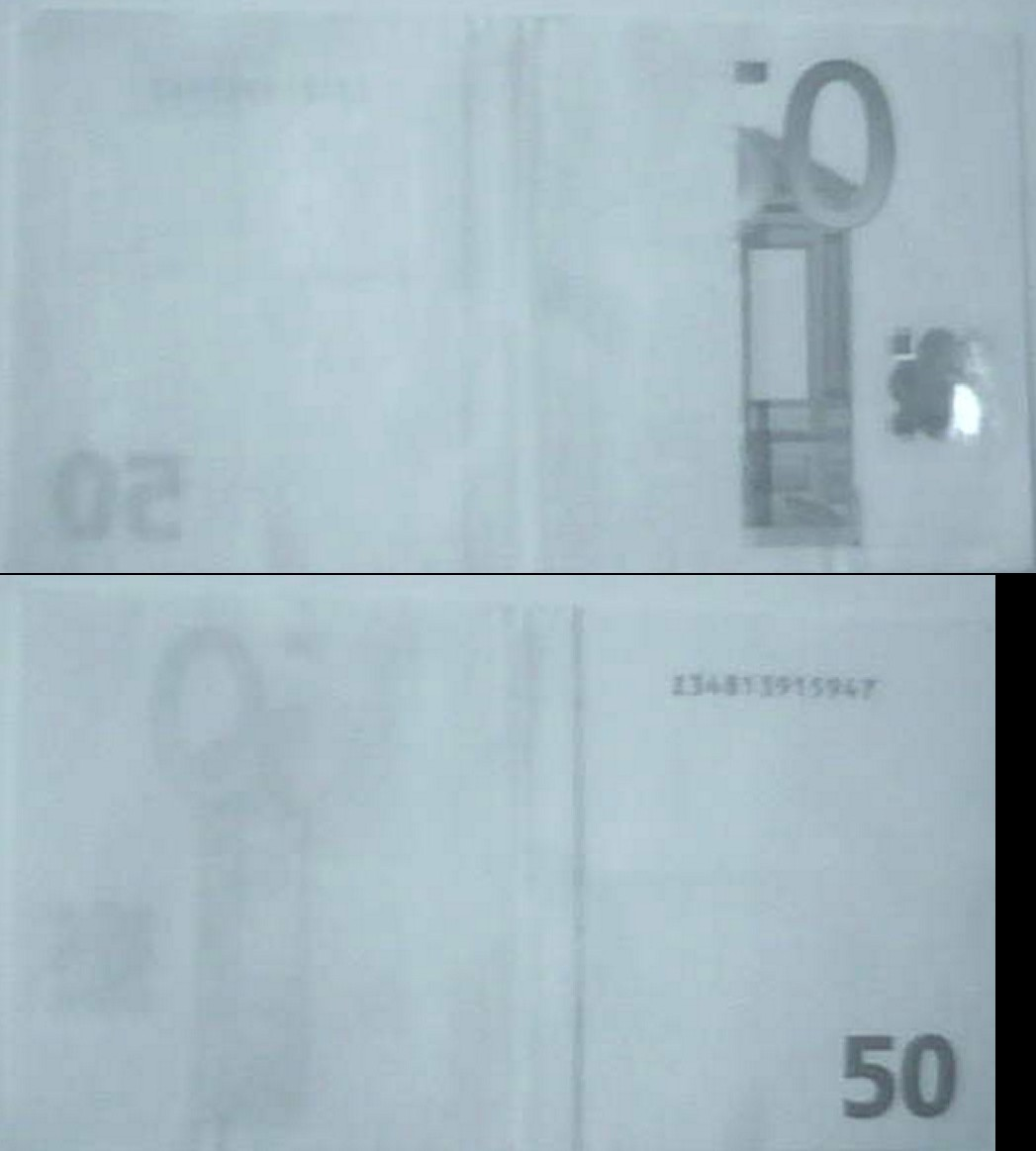
Dritto e rovescio della banconota da 50 euro ai raggi infrarossi

- Ologramma: muovendo la banconota l'ologramma mostra il valore della banconota e il portale del disegno principale.
- Valore di colore cangiante: muovendo la banconota il colore del valore sul retro della banconota varia dal viola al verde o al marrone.
- Costellazione di EURione: viene impiegato per il riconoscimento delle banconote autentiche e per prevenirne la contraffazione.
- Microscrittura: in alcune aree della banconota si può vedere questa caratteristica, ad esempio all'interno del "EYPΩ" (EURO in caratteri greci) sul fronte.
- Inchiostro ultravioletto: esponendo la banconota a luce ultravioletta si nota che la carta risulta opaca, le fibrille fluorescenti incorporate nella carta diventano visibili in rosso, blu e verde, lo sfondo della bandiera dell'Unione europea diventa verde e le stelle invece di colore arancione, la firma del presidente della Bce diventa verde, le grandi stelle e piccoli cerchi sul fronte diventano fluorescenti e la mappa europea, il ponte e la cifra del valore nominale sul retro appaiono in giallo.
- luce infrarossa: esponendo la banconota a una sorgente infrarossa sono visibili solo il lato destro dell'immagine principale e l'ologramma.
- Numero di serie

#### Seconda serie (Serie Europa - dal 2017)
Le caratteristiche di sicurezza sulla banconota della seconda serie da 50 euro sono:
- Carta: le banconote sono fabbricate con fibre di puro cotone, che donano alla carta una particolare sonorità e consistenza.
- Elementi stampati in rilievo: ottenuti con una particolare tecnica di stampa, conferisce ad alcune parti un effetto di rilievo o di maggiore spessore come una serie di brevi linee in rilievo sui bordi sinistro e destro, le iscrizioni e il valore (cifra grande).
- Filigrana con ritratto: ponendo la banconota in controluce appare il ritratto di Europa, il valore della banconota e la porta del disegno principale.
- Filo di sicurezza: è incorporato nella carta delle banconote ed è possibile vederlo ponendo la banconota in controluce apparendo come una linea scura. Sul filo è possibile leggere il simbolo dell'euro "€" e la cifra del valore in caratteri di piccole dimensioni.
- Valore verde smeraldo: quando la banconota viene inclinata, il numero sulla banconota mostra un effetto di luce che si muove verticalmente. Inoltre il numero cambia anche colore che passa dal verde smeraldo al blu intenso.
- Striscia olografica: muovendo la banconota sulla striscia compare il ritratto di Europa, il simbolo dell'euro (€), il valore della banconota e la porta del disegno principale su un campo iridescente.
- Finestra con ritratto: la finestra nella parte superiore dell'ologramma rivela, in trasparenza, il ritratto di Europa su entrambi i lati del biglietto. Muovendo la banconota, sul fronte la finestra mostra il numero indicante il valore incorniciato da linee iridescenti; sul retro il valore compare invece scritto più volte in cifre iridescenti.
- Costellazione di EURione: viene impiegato per il riconoscimento delle banconote autentiche e per prevenirne la contraffazione.
- Microscrittura: In alcune aree della banconota si può vedere questa caratteristica, ad esempio all'interno di alcuni particolari della porta (sul dritto) e del ponte (sul rovescio).
- Inchiostro ultravioletto: esponendo la banconota a una comune sorgente di raggi UV o a una fonte speciale (UV-C), si nota che la carta risulta opaca, le fibrille fluorescenti incorporate nella carta diventano visibili in rosso, blu e verde e alcune parti cambiano colore. Queste sono le stelle nella bandiera, i piccoli cerchi, le grandi stelle e diverse altre aree sul fronte. Sul retro, un quarto di cerchio al centro, così come diverse altre aree diventano verdi. Il numero di serie orizzontale e una striscia appaiono in rosso.
- luce infrarossa: esponendo la banconota a una sorgente infrarossa sul dritto rimane visibile solo il numero verde smeraldo, il lato destro dell'immagine principale e la striscia d'argento mentre sul retro solo la cifra del valore e il numero di serie orizzontale.
- Numero di serie.

## Identificazione delle banconota

### Prima serie (2002-2017)
Ogni banconota da 50 euro possiede un numero di serie visibile sul rovescio della banconota che inizia con una lettera corrispondente a quella assegnata alla banca centrale del paese a cui la banconota è destinata, seguita da 11 cifre.
| Stato membro | Lettera del numero di serie | Stato membro | Lettera del numero di serie |
| ------------ | --------------------------- | ------------ | --------------------------- |
| Austria      | N                           | Lettonia     | C                           |
| Belgio       | Z                           | Lituania     | B                           |
| Cipro        | G                           | Lussemburgo  | [ A 2 ]                     |
| Estonia      | D                           | Malta        | F                           |
| Finlandia    | L                           | Paesi Bassi  | P                           |
| Francia      | U                           | Portogallo   | M                           |
| Germania     | X                           | Slovacchia   | E                           |
| Grecia       | Y                           | Slovenia     | H                           |
| Irlanda      | T                           | Spagna       | V                           |
| Italia       | S                           |              |                             |
| Note : 1. 2. |                             |              |                             |

Chi stampa effettivamente la banconota invece è indicato dalla prima lettera di un codice che si trova in un rettangolo posto poco sopra la "R" di EURO sul dritto della banconota. Questa lettera è poi seguita da tre numeri indicanti la matrice utilizzata e da un codice composto da una lettera e un numero corrispondenti alla posizione della banconota sul foglio di stampa.
| Lettera | Istituto Carta Valori                                    | Luogo                   |
| ------- | -------------------------------------------------------- | ----------------------- |
| D       | Setec Oy                                                 | Vantaa (Finlandia)      |
| E       | Oberthur Fiduciaire                                      | Chantepie (Francia)     |
| F       | Österreichische Nationalbank                             | Vienna (Austria)        |
| G       | Royal Joh. Enschedé                                      | Haarlem (Paesi Bassi)   |
| H       | De La Rue plc                                            | Gateshead (Regno Unito) |
| J       | Banca d’Italia                                           | Roma (Italia)           |
| K       | Central Bank and Financial Services Authority of Ireland | Dublino (Irlanda)       |
| L       | Banque de France                                         | Chamalières (Francia)   |
| M       | Fábrica Nacional de Moneda y Timbre                      | Madrid (Spagna)         |
| N       | Τράπεζα της Ελλάδος (Banca di Grecia)                    | Atene (Grecia)          |
| P       | Giesecke & Devrient                                      | Lipsia (Germania)       |
| R       | Bundesdruckerei                                          | Berlino (Germania)      |
| T       | Banque nationale de Belgique                             | Bruxelles (Belgio)      |
| U       | Valora                                                   | Carregado (Portogallo)  |

### Seconda serie (Serie Europa - dal 2017)
Ogni banconota da 50 euro della seconda serie possiede un numero di serie visibile sul rovescio della banconota che inizia con due lettere seguite da 10 cifre. La prima lettera corrisponde all'istituto carta valori incaricata della stampa, con codici differenti dalla precedente serie e in parte ispirati ai codici assegnati alla banca centrale del paese a cui la banconota veniva destinata. La seconda lettera invece non ha nessun significato specifico e varia sequenzialmente come la serie numerica al fine di generare più numeri di serie. Sparisce l'identificazione della banca centrale del paese a cui la banconota è destinata. Nel dritto della banconota è presente il codice alfanumerico di stampa posto in un riquadro in alto a destra, vicino alla striscia olografica.
| Lettera | Istituto Carta Valori                                    | Luogo                        |
| ------- | -------------------------------------------------------- | ---------------------------- |
| D       | Polska Wytwórnia Papierów Wartościowych                  | Varsavia (Polonia)           |
| E       | Oberthur Fiduciaire                                      | Chantepie (Francia)          |
| H       | De La Rue plc                                            | Loughton (Regno Unito)       |
| J       | De La Rue plc                                            | Gateshead (Regno Unito)      |
| M       | Valora                                                   | Carregado (Portogallo)       |
| N       | Österreichische Nationalbank                             | Vienna (Austria)             |
| P       | Royal Joh. Enschedé                                      | Haarlem (Paesi Bassi)        |
| R       | Bundesdruckerei                                          | Berlino (Germania)           |
| S       | Banca d'Italia                                           | Roma (Italia)                |
| T       | Central Bank and Financial Services Authority of Ireland | Dublino (Irlanda)            |
| U       | Banque de France                                         | Chamalières (Francia)        |
| V       | Fábrica Nacional de Moneda y Timbre                      | Madrid (Spagna)              |
| W       | Giesecke+Devrient                                        | Lipsia (Germania)            |
| X       | Giesecke+Devrient                                        | Monaco di Baviera (Germania) |
| Y       | Τράπεζα της Ελλάδος (Banca di Grecia)                    | Atene (Grecia)               |
| Z       | Banque nationale de Belgique                             | Bruxelles (Belgio)           |

## Circolazione
Alla data dell'agosto 2023, ci sono in circolazione circa 14,47 miliardi di banconote da 50 euro in tutta l'Eurozona, per un valore pari a 723,5 miliardi di euro; alla stessa data, le banconote della serie Europa sono 11,55 miliardi, mentre rimangono in circolazione circa 2,93 miliardi di banconote della prima serie. Il numero di banconote in circolazione ne fa il taglio maggiormente diffuso.

### Statistiche annuali
L'andamento storico relativo alla circolazione di banconote da 50 euro fornite dalla BCE è illustrato nella seguente tabella:
| Data            | Banconote in milioni | Valore in miliardi di euro |
| 1º gennaio 2002 | 1 417                | 70,8                       |
| 1º gennaio 2003 | 2 224                | 111,2                      |
| 1º gennaio 2004 | 2 669                | 133,4                      |
| 1º gennaio 2005 | 3 083                | 154,2                      |
| 1º gennaio 2006 | 3 426                | 171,3                      |
| 1º gennaio 2007 | 3 787                | 189,4                      |
| 1º gennaio 2008 | 4 127                | 206,3                      |
| 1º gennaio 2009 | 4 599                | 229,9                      |
| 1º gennaio 2010 | 4 931                | 246,6                      |
| 1º gennaio 2011 | 5 338                | 266,9                      |
| 1º gennaio 2012 | 5 835                | 291,7                      |
| 1º gennaio 2013 | 6 119                | 305,9                      |
| 1º gennaio 2014 | 6 694                | 334,7                      |
| 1º gennaio 2015 | 7 359                | 367,9                      |
| 1º gennaio 2016 | 8 170                | 408,5                      |
| 1º gennaio 2017 | 9 061                | 453,2                      |
| 1º gennaio 2018 | 9 570                | 478,5                      |
| 1º gennaio 2019 | 10 222               | 511,1                      |
| 1º gennaio 2020 | 10 981               | 549,1                      |
| 1º gennaio 2021 | 12 650               | 632,5                      |
| 1º gennaio 2022 | 13 593               | 679,6                      |
| 1º gennaio 2023 | 14 268               | 713,4                      |

### Contraffazione
Secondo i dati della BCE relativi al secondo semestre del 2015, la banconota da 50 euro è la seconda banconota più contraffatta tra tutti i tagli. La percentuale in base al taglio sul totale delle contraffazioni ritirate dalla circolazione è pari al 37,1% equivalente a 165 095 banconote. Nella rilevazione delle banconote contraffatte relativa al secondo semestre 2019 risulta la banconota più falsificata. La percentuale in base al taglio sul totale delle contraffazioni ritirate dalla circolazione è pari al 36,5%, equivalente a 112 420 banconote.